# Thomas Bailey Aldrich
Pour les articles homonymes, voir Aldrich.
Thomas Bailey Aldrich, né le 11 novembre 1836 à Portsmouth dans le New Hampshire et mort le 19 mars 1907 à Boston dans le Massachusetts, est un écrivain américain.

## Œuvres
- Daisy's Necklace: and What Came of It (1857)
- The Course of True Love Never Did Run Smooth (1858)
- Out of His Head (1862)
- Père Antoine's Date Palm (1866)
- Pansie's Wish: A Christmas Fantasy, with a Moral (1870)
- The Story of a Bad Boy (en) (1870)
- Marjorie Daw and Other People (1873)
- Prudence Palfrey (1874)
- The Queen of Sheba (1877)
- A Rivermouth Romance (1877)
- The Story of a Cat (1879)
- The Stillwater Tragedy (1880)
- From Ponkapog to Pesth (1883)
- The Second Son (1888)
- An Old Town by the Sea (1893)
- Two Bites at a Cherry, with Other Tales (1894)
- A Sea Turn and Other Matters (1902)
- Ponkapog Papers (1903)